# جون يونغ (ممثل)
جون يونغ (بالإنجليزية: John Young)‏ هو ممثل بريطاني، ولد في 16 يونيو 1916 بإدنبرة في المملكة المتحدة، وتوفي في 30 أكتوبر 1996 بغلاسكو في المملكة المتحدة.

## أعمال

### أفلام
- (1975) مونتي بايثون والكأس المقدسة

## وصلات خارجية
- جون يونغ على موقع IMDb (الإنجليزية)
- جون يونغ على موقع أول موفي (الإنجليزية)
- جون يونغ على موقع قاعدة بيانات الفيلم (الإنجليزية)